# Гамидов, Эльчин Газанфар оглы
Эльчин Гамидов (азерб. Elçin Həmidov; 29 июня 1958 года — 4 марта 2011 года) — азербайджанский актёр театра и кино, комедиант, оперный певец. Заслуженный артист Азербайджана (2009).

## Биография
Гамидов Эльчин Газанфар оглы родился 29 июня 1958 года в Баку. В детстве он быстро осиротел, у него умерли родители. Он воспитывался своим дядей. В доме дяди детство проходило очень тяжело. Эльчину давали самую тяжёлую работу в доме, он постоянно недоедал, его часто бил сын дяди.
Повзрослев, он стал работать курьером и осветителем в Азербайджанском государственном театре музыкальной комедии. Вскоре он начал работать хоровым артистом в театре — Гамидов имел красивый голос баритон и сопрано. В 1977 году он поступил на факультет «Актёр драмы и кино» Института искусств. С 1983 года он работал артистом-вокалистом Азербайджанского государственного театра музыкальной комедии. Он становится успешен, играя роли в произведениях классических и современных азербайджанских композиторов. Ему удавалось пародировать различных азербайджанских знаменитостей, особенно известных женщин.
В 1990-е годы Эльчин Гамидов стал одним из участников команды КВН «Парни из Баку». Эльчин Гамидов часто снимался в телевизионных программах, также он снялся в 7 кинофильмах. Самой известной его работой в кино стала роль простодушного умственно отсталого парня Мязи в фильме «Məhəllə».
Большую часть жизни актёр тяжело болел, у него были наследственные проблемы с сердцем, избыточный вес и диабет. Последнюю свою роль Гамидов сыграл в премьере спектакля «Женитьба» по пьесе Николая Гоголя, где он исполнил роль Ивана Яичницы. Эльчин Гамидов скончался от сердечного приступа 4 марта 2011 года в возрасте 52 лет. Его тело было найдено лишь на следующий день, когда его подруга, артистка Кюбра Алиева пришла к нему домой, обеспокоенная тем, что Гамидов не отвечает на её звонки. Дверь ей не открыли, но в квартире был слышен звук телевизора. Алиева вызвала сотрудников МЧС, которые смогли пройти в квартиру через окно, где и был обнаружен актёр без признаков жизни. Незадолго до этого Гамидов практически точно предсказал обстоятельства своей грядущей смерти.
Эльчин Гамидов никогда не был женат, у него не было детей. К моменту его смерти оба его брата и сестра уже умерли. Эльчин Гамидов был похоронен на Хырдаланском кладбище, на похоронах присутствовали его коллеги по КВН, театру и кино. В апреле 2011 года команда КВН «Планета „Парни из Баку“» дала несколько концертов в честь своего 10-летнего юбилея. Они посвятили эти концерты памяти Эльчина Гамидова.